# Ⲣ
Cette page contient des caractères spéciaux ou non latins. S’ils s’affichent mal (▯, ?, etc.), consultez la page d’aide Unicode.
Ne doit pas être confondu avec la lettre grecque Rhô.
Ⲣ (minuscule : ⲣ), appelé rō, est une lettre de l’alphabet copte utilisée dans l’écriture du copte, de l’ancien nubien et du nobiin.

## Représentations informatiques
Le rō a été représenté avec les mêmes caractères que le rhô grec jusqu’à la publication d’Unicode 4.1 en mars 2005, à partir de laquelle il est représenté avec des caractères qui lui sont propres. Il peut donc être représenté à l’aide des caractères (Grec et copte, Copte) suivants, :
| lettres   | représentations | chaînes de caractères | points de code | descriptions                 | note               |
| --------- | --------------- | --------------------- | -------------- | ---------------------------- | ------------------ |
| majuscule | Ρ               | Ρ                     | U+03A1         | lettre majuscule grecque rhô | avant Unicode 4.1  |
| minuscule | ρ               | ρ                     | U+03C1         | lettre minuscule grecque rhô | avant Unicode 4.1  |
| majuscule | Ⲣ               | Ⲣ                     | U+2CA2         | lettre majuscule copte rhō   | depuis Unicode 4.1 |
| minuscule | ⲣ               | ⲣ                     | U+2CA3         | lettre minuscule copte rhō   | depuis Unicode 4.1 |